# Ewaldsgade
Ewaldsgade er en gade på Nørrebro i København, der går fra Åboulevard i syd til Smedegade i nord, hvorfra den fortsætter som Thorupsgade. På den vestlige side af gaden ligger der traditionelle etageejendomme, mens der på den østlige ligger tre gamle villaer og to nyere etageejendomme af glas og stål. Bygningerne på den vestlige side har udsigt til Peblinge Sø fra bagsiden. Gaden er opkaldt efter digteren Johannes Ewald (1743-1781), der skrev teksten til kongesangen Kong Christian stod ved højen mast.

## Historie
Ewaldsgade blev anlagt af Ladegårdens inspektør Frederik Christoffer Bülow, der opkøbte store landområder på Frederiksberg og Nørrebro for at sælge det til byudvikling. Ladegårdsåen for enden af gaden var dengang åben, og Bülow anlagde derfor en privat bro over åen for at forbinde den nye gade med Ladegårdsvej, den nuværende Åboulevard som åen siden er lagt i rør under. Den nye gade blev til at begynde med kaldt for Brogade. Nørrebro blev generelt bebygget med etageejendomme for arbejderklassen, men fordi Ewaldsgade lå tæt på Søerne, fik den mere eksklusive boliger for borgerskabet. Bülow opførte også et hjem til sig selv i gaden.

## Bygninger og beboere
Frederik Christoffer Bülows eget hus ligger i nr. 5. Det blev opført i historicistisk stil efter tegninger af Niels Sigfred Nebelong i 1852. Bygningen blev fredet i 1978. De to villaer ved siden af i nr. 7 og 9 er også fredede. Nr. 9 er fra 1859 og blev tegnet af arkitekten Johan Daniel Herholdt til ham selv. Nr. 7 er fra 1863 og blev tegnet af murermesteren og arkitekten Johan Jacob Deuntzer.
Nr. 3 er det tidligere hovedkontor for Kvindeligt Arbejderforbund, nu en del af Fagligt Fælles Forbund. Det er fra 1960 og blev tegnet af Ole Buhl.